# Муллакаево (Архангельский район)
Муллака́ево (баш. Муллаҡай) — деревня в Арх-Латышском сельсовете Архангельского района Республики Башкортостан России.

## Географическое положение
Расстояние до:
- районного центра (Архангельское): 9 км,
- центра сельсовета (Максим Горький): 17 км,
- ближайшей железнодорожной станции (Приуралье): 15 км.

## Население
| 2002 | 2009 | 2010 |
| ---- | ---- | ---- |
| 228  | ↗239 | ↘201 |

Согласно переписи 2002 года, преобладающая национальность — башкиры (98 %).

## Люди, связанные с деревней
- Сайфуллин, Риф Галеевич (р. 1949, Муллакаево) — артист Сибайского театра драмы, народный артист БАССР